# Robert Satcher

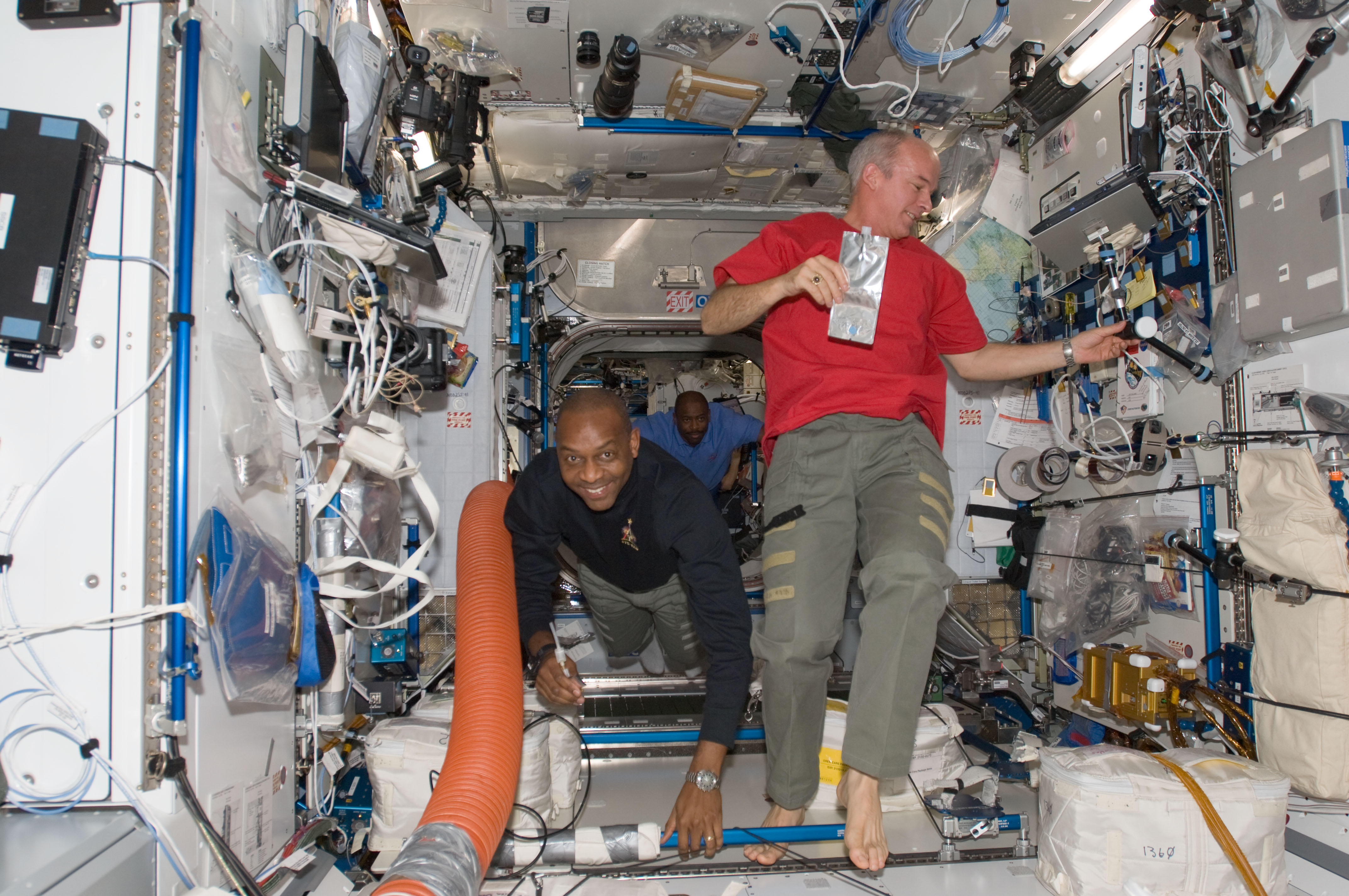
Robert Satcher (z lewej) i Jeffrey Williams w module Harmony w trakcie misji STS-129

Robert Lee Satcher (ur. 22 września 1965 w Hampton, Wirginia, USA) – lekarz, amerykański astronauta.

## Wykształcenie oraz praca zawodowa
- 1982 – ukończył Denmark-Olar High School w mieście Denmark, stan Karolina Południowa.
- 1986 – został absolwentem Massachusetts Institute of Technology i uzyskał licencjat z inżynierii chemicznej.
- 1993 – na MIT obronił również pracę doktorską.
- 1994 – ukończył medycynę na Harvard Medical School.
- 2000-2004 – na Uniwersytecie Kalifornijskim w San Francisco zakończył staż i rezydenturę na ortopedii. Następnie do czasu przyjęcia do grupy astronautów NASA Satcher pracował m.in. jako ortopeda w Children’s Memorial Hospital w Chicago, w Albert Schweitzer Hospital w Lambaréné (Gabon) oraz jako adiunkt w Feinberg School of Medicine na wydziale chirurgii Northwestern University.

## Praca w NASA i kariera astronauty
- 2004 – 6 maja został przyjęty do 19 grupy astronautów NASA.
- 2006 – w lutym w Johnson Space Center zakończył przeszkolenie podstawowe, uzyskując uprawnienia specjalisty misji, podczas którego poznał m.in. budowę wahadłowców oraz Międzynarodowej Stacji Kosmicznej. Po kursie został skierowany do Biura Astronautów NASA.
- 2008 – 30 września został wyznaczony do załogi misji STS-129[1]. Powierzono mu podczas tej wyprawy funkcję specjalisty misji.
- 2009 – w drugiej połowie listopada uczestniczył w ponad 10-dniowym locie kosmicznym na pokładzie promu Atlantis, podczas którego odbył dwa spacery kosmiczne trwające łącznie ponad 12 godzin[2].
- 2011 – we wrześniu opuścił NASA. Zatrudnił się jako chirurg onkolog w MD Anderson Cancer Center w Houston.

Stowarzyszenie Uczestników Lotów Kosmicznych (Association of Space Explorers) przyznało mu Universal Astronaut Insignia za lot orbitalny (nr 507).

## Wykaz lotów
| Lot kosmiczny, w którym uczestniczył Robert L. Satcher                  | Lot kosmiczny, w którym uczestniczył Robert L. Satcher | Lot kosmiczny, w którym uczestniczył Robert L. Satcher | Lot kosmiczny, w którym uczestniczył Robert L. Satcher | Lot kosmiczny, w którym uczestniczył Robert L. Satcher | Lot kosmiczny, w którym uczestniczył Robert L. Satcher | Lot kosmiczny, w którym uczestniczył Robert L. Satcher |
| Lp.                                                                     | Data startu                                            | Statek kosmiczny                                       | Data lądowania                                         | Statek kosmiczny                                       | Funkcja                                                | Czas trwania                                           |
| ----------------------------------------------------------------------- | ------------------------------------------------------ | ------------------------------------------------------ | ------------------------------------------------------ | ------------------------------------------------------ | ------------------------------------------------------ | ------------------------------------------------------ |
| 1                                                                       | 16 listopada 2009                                      | STS-129 Atlantis F-31                                  | 27 listopada 2009                                      | STS-129 Atlantis F-31                                  | Specjalista misji (MS-4)                               | 10 dni 19 godzin 16 minut i 13 sekund                  |
| Łączny czas spędzony w kosmosie — 10 dni 19 godzin 16 minut i 13 sekund |                                                        |                                                        |                                                        |                                                        |                                                        |                                                        |